# Challen Cates
Challen Michelle Cates (Roanoke, 28 settembre 1969) è un'attrice e produttrice cinematografica statunitense.

## Biografia
È nota soprattutto per aver interpretato il ruolo di Jennifer Knight nella sitcom di nickelodeon Big Time Rush. Ha prodotto 2 film indipendenti nel 1998 e nel 2001. Dal 2000 è apparsa in numerose serie televisive americane in ruoli minori.
È stata la produttrice esecutiva di due film americani indipendenti: Una tariffa da ricordare (1998) e The A-List (2001). Oltre a produrre, ha interpretato anche la protagonista in entrambi i film. Nel 2004, ha interpretato il ruolo di protagonista femminile nel film indipendente che avrebbero Love You In Francia. Dall'inizio del 2000, Cates è anche apparsa in ruoli secondari in diverse serie televisive americane, tra cui Cybill, Roseanne, Un detective in corsia, 1-800-mancante, Monk, Criminal Minds, CSI: NY, Desperate Housewives e altri. Nel 2007, ha avuto una parte nel film tv The Dukes of Hazzard: The Beginning. 

## Filmografia

### Cinema
- Walkaway Joe, regia di Tom Wright (2020)

### Televisione
- Monk – serie TV, un episodio (2005)
- Criminal Minds – serie TV, un episodio (2006)
- CSI: NY – serie TV, un episodio (2006)
- Desperate Housewives – serie TV, un episodio (2007)
- Big Time Movie, regia di Savage Steve Holland – film TV (2012)
- Big Time Rush – serie TV, 59 episodi (2009-2013)